# Bořetín
Bořetín (deutsch Borschetin) ist eine Gemeinde in Tschechien. Sie liegt 23 Kilometer südöstlich von Tábor und gehört zum Okres Pelhřimov.

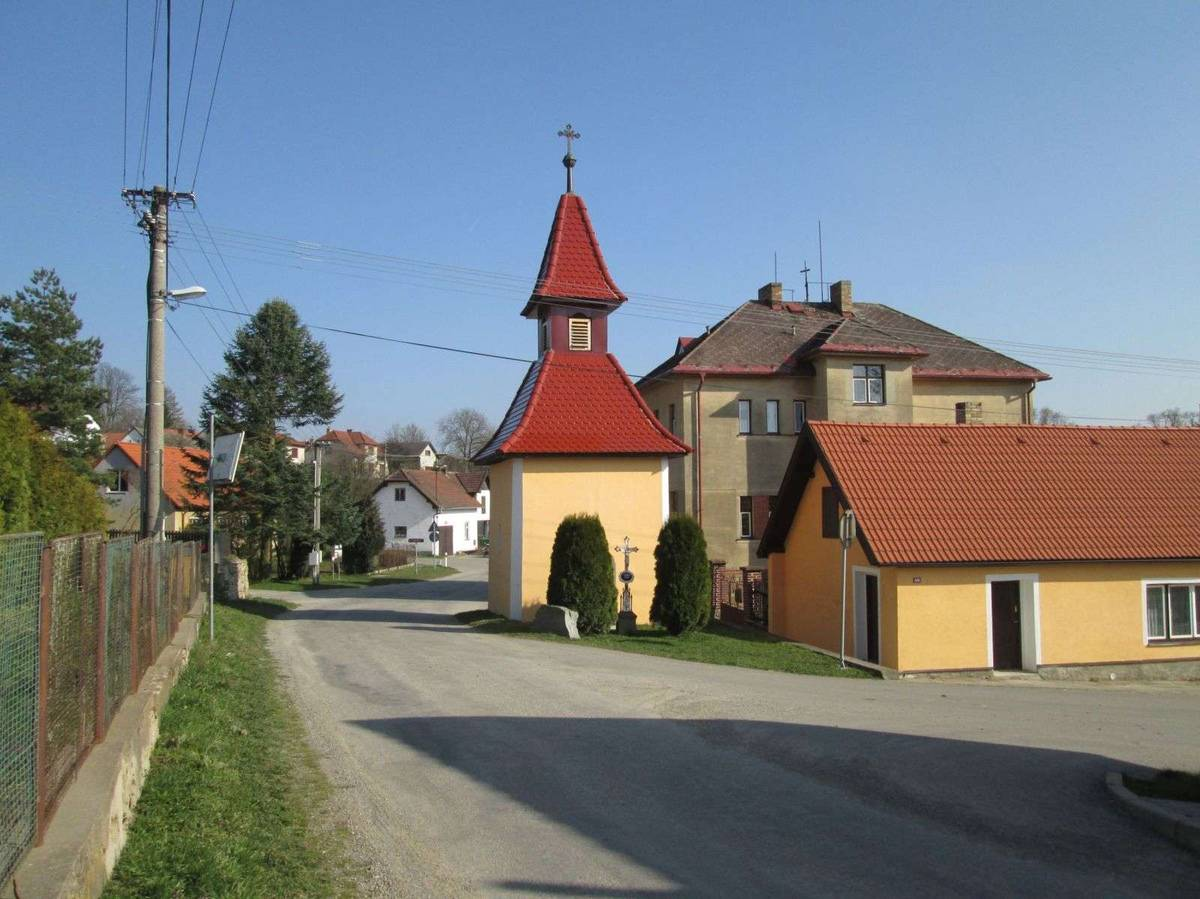
Kapelle in Bořetíně

## Geographie
Bořetín befindet sich im Süden der Böhmisch-Mährischen Höhe im Quellgebiet des Bořetínský potok.
Nachbarorte sind Vlkosovice im Norden, Chválkov, Rutov und Dvořiště im Nordosten, Mirotín im Osten, Betlém und Mnich im Südosten, Annovice und Drunče im Süden, Březina im Südwesten sowie Tříklasovice, Psárov und Hojovice im Nordwesten.

## Geschichte
Erstmals urkundlich erwähnt wurde Bořetín im Jahre 1549.

## Gemeindegliederung
Für die Gemeinde Bořetín sind keine Ortsteile ausgewiesen.